# Canton de Bondy
Le canton de Bondy est une circonscription électorale française située dans le département de la Seine-Saint-Denis et la région Île-de-France.

## Histoire
- De 1893 à 1919, Bondy faisait partie du canton de Noisy-le-Sec.

| Période | Période      | Identité                                       | Étiquette                             | Qualité                                         |
| ------- | ------------ | ---------------------------------------------- | ------------------------------------- | ----------------------------------------------- |
| 1893    | 1916 (décès) | Marie-Philéas Collardeau de Heaume (1838-1916) | Républicain Nationaliste puis Radical | Juriste Maire de Bondy (1876-1892 et 1896-1908) |
| 1916    | 1919         | siège vacant                                   |                                       |                                                 |

- De 1919 à 1944, Bondy faisait partie de la 2e circonscription du canton de Noisy-le-Sec (avec Les Pavillons-sous-Bois, Drancy et Bobigny).

| Période                     | Période                          | Identité                    | Étiquette | Qualité |
| --------------------------- | -------------------------------- | --------------------------- | --------- | --- |
| 1919                        | 1935                             | Isidore Pontchy (1860-1946) | SFIO      | Graveur lithographe puis professeur de dessin et représentant de commerce Maire de Bondy (1919-1935)                                  |
| 1935                        | 1940 (déchu le 1er février 1940) | Jules Auffret (1902-1941)   | PCF       | Ouvrier gazier à Bondy |
| 1941 (nommé par décret)     | 1942 (décès)                     | André Morisot (1891-1942)   |           | Directeur commercial |
| 1943 (nommé par décret)     | 1944                             | Ulysse Durup (1884-1965)    |           | Cheminot retraité Adjoint puis Maire (1939-1940) de Noisy-le-Sec                                                                      |
| 1945 Décret du 12 mars 1945 | 1945                             | Renée Calmanovic            | PCF       | Épouse de Salomon Calmanovic (alias Jean Calma), militant du PCF aux Pavillons-sous-Bois, fusillé le 22 janvier 1942 au Mont-Valérien |

- De 1945 à 1953, Bondy faisait partie de Saint-Denis-Est (avec Aubervilliers, Pantin et Noisy-le-Sec).

| Période | Période | Identité                      | Étiquette                | Qualité |
| ------- | ------- | ----------------------------- | ------------------------ | --- |
| 1945    | 1953    | Emile Dubois (1886-1957)      | PCF                      | Ouvrier gazier, Aubervilliers Ancien conseiller général de la Seine (1935-1940)                                                                    |
| 1945    | 1953    | Henri Quatremaire (1899-1982) | PCF                      | Peintre en bâtiment Maire de Noisy-le-Sec (1944-1947)                                                                                              |
| 1945    | 1953    | Maurice Léonard (1904-1975)   | PCF                      | Fournier Maire de La Courneuve (1945-1947) Ancien conseiller général de la Seine (1935-1940)                                                       |
| 1945    | 1953    | Jean Chardavoine              | PCF                      | Manœuvre spécialisé à la Compagnie des chemins de fer du Nord Ancien conseiller général de la Seine (1935-1940) Ancien maire de Stains (1935-1940) |
| 1945    | 1953    | Pierre Kérautret (1899-1967)  | PCF                      | Forgeron à la Compagnie du gaz de Paris Maire de Romainville (1935-1960 et 1944-1966)                                                              |
| 1945    | 1953    | Paul Coudert (1892-1985)      | PCF                      | Ouvrier sculpteur sur bois Maire de Bagnolet (1928-1940 et 1944-1959) Ancien conseiller général de la Seine (1929-1935, 1936-1940)                 |
| 1945    | 1953    | Maurice Coutrot               | SFIO                     | Employé Maire de Bondy (1945-1967) |
| 1945    | 1953    | René Boin (1887-1972)         | SFIO                     | Instituteur puis directeur d'école à Stains |
| 1945    | 1953    | Joseph Dumas                  | MRP                      | Ouvrier ajusteur Député (1946-1955) |
| 1945    | 1953    | Gaston Fayolle (1895-1964)    | MRP                      | Ancien lieutenant au 34ème Régiment d'Aviation, Les Pavillons-sous-Bois                                                                            |
| 1945    | 1953    | Marcel Labre                  | Réconciliation française | Artisan plombier |

- De 1953 à 1959, Bondy faisait partie du secteur 6 (avec Montreuil et Vincennes).

| Période | Période      | Identité                      | Étiquette | Qualité                                                                                        |
| ------- | ------------ | ----------------------------- | --------- | ---------------------------------------------------------------------------------------------- |
| 1953    | 1959         | Maurice Coutrot               | SFIO      | Maire de Bondy Président du conseil général de la Seine (1953-1954)                            |
| 1953    | 1959         | Paul Febvre                   | RPF       | Maire de Fontenay-sous-Bois (1947-1954)                                                        |
| 1953    | 1959         | Charles Garcia (1905-1965)    | PCF       | Employé de presse, Fontenay-sous-Bois                                                          |
| 1953    | 1959         | Pierre Kérautret              | PCF       | Forgeron à la Compagnie du gaz de Paris Maire de Romainville (1935-1966)                       |
| 1953    | 1959         | Adrienne Maire                | PCF       | Sténo-dactylographe Conseillère municipale de Montreuil                                        |
| 1953    | 1959         | Roger Ménager                 | MRP       | Conseiller Juridique Président du conseil général de la Seine (1957-1958) Sénateur (1958-1959) |
| 1953    | 1959         | Jean-Pierre Profichet         | RPF       | Médecin Conseiller municipal de Montreuil Député (1958-1962)                                   |
| 1953    | 1959         | Henri Quatremaire (1899-1982) | PCF       | Peintre en bâtiment Maire de Noisy-le-Sec                                                      |
| 1953    | 1959         | Claude Raybois                | RPF       | Premier adjoint au maire de Noisy-le-Sec                                                       |
| 1953    | 1958 (décès) | Daniel Renoult                | PCF       | Correcteur d’imprimerie et journaliste Maire de Montreuil (1945-1958)                          |
| 1958    | 1959         | Maurice Nilès                 | PCF       | Ouvrier fraiseur Maire-adjoint de Drancy (remplace Daniel Renoult)                             |

- De 1959 à 1967, Bondy faisait partie du 31e secteur (avec Les Pavillons-sous-Bois).

| Période                                        | Période | Identité        | Étiquette | Qualité                                                                                         |
| ---------------------------------------------- | ------- | --------------- | --------- | ----------------------------------------------------------------------------------------------- |
| 1959 31e secteur Bondy-Les Pavillons-sous-Bois | 1967    | Maurice Coutrot | SFIO      | Maire de Bondy (1945-1977) Ancien président du conseil général de la Seine Sénateur (1958-1977) |

Le canton de Bondy a été créée par le décret du 20 juillet 1967, lors de la constitution du département de la Seine-Saint-Denis. Il a été supprimé lors du redécoupage cantonal de 1976 créant les cantons de Bondy-Sud-Est et Bondy-Nord-Ouest.
De 1976 à 2015, il n'existait donc plus de canton de Bondy.
Un nouveau découpage territorial de la Seine-Saint-Denis entre en vigueur à l'occasion des premières élections départementales suivant le décret du 21 février 2014. Les conseillers départementaux sont, à compter de ces élections, élus au scrutin majoritaire binominal mixte. Les électeurs de chaque canton élisent au Conseil départemental, nouvelle appellation du Conseil général, deux membres de sexe différent, qui se présentent en binôme de candidats. Les conseillers départementaux sont élus pour 6 ans au scrutin binominal majoritaire à deux tours, l'accès au second tour nécessitant 12,5 % des inscrits au 1er tour. En outre, la totalité des conseillers départementaux est renouvelée. Ce nouveau mode de scrutin nécessite un redécoupage des cantons dont le nombre est divisé par deux avec arrondi à l'unité impaire supérieure si ce nombre n'est pas entier impair, assorti de conditions de seuils minimaux. En Seine-Saint-Denis, le nombre de cantons passe ainsi de 40 à 21.
Dans ce cadre, le canton de Bondy a été recréé. Il est formé de deux communes entières et d'une fraction de la commune de Bobigny. Il est entièrement inclus dans l'arrondissement de Bobigny. Le bureau centralisateur est situé à Bondy. Il associe notamment Bondy, une ville solidement ancrée à gauche dont tous les maires ont été socialistes depuis 1945 et Les Pavillons-sous-Bois, plus orienté à droite.

## Représentation

### Représentation depuis 2015
| Période élective | Période élective | Mandat | Mandat   | Identité         | Nuance | Nuance | Qualité |
| ---------------- | ---------------- | ------ | -------- | ---------------- | ------ | ------ | --- |
| 2015             | 2021             | 2015   | 2021     | Stephen Hervé    |        | LR     | Docteur en science, responsable d'études dans un groupe cimentier Maire de Bondy (2020 → ) Conseiller communautaire d'Est Ensemble (2014 → ) |
| 2015             | 2021             | 2015   | 2021     | Katia Coppi      |        | LR     | Clerc de notaire retraitée Maire des Pavillons-sous-Bois (2017 →2023 ) Conseillère générale du canton des Pavillons-sous-Bois (2004 → 2015) |
| 2021             | 2028             | 2021   | en cours | Philippe Dallier |        | LR     | Chef de projet en informatique Sénateur de la Seine-Saint-Denis (2004 → 2021) Ancien maire des Pavillons-sous-Bois (1995 → 2017) Ancien conseiller général du canton des Pavillons-sous-Bois (1998 → 2004)Maire des Pavillons-sous-Bois (2023→) |
| 2021             | 2028             | 2021   | en cours | Oldhynn Pierre   |        | LR     | Sage-femme Conseillère municipale déléguée à la santé de Bondy (2020 → ) |

### Résultats détaillés

#### Élections de mars 2015
À l'issue du 1er tour des élections départementales de 2015, deux binômes sont en ballottage : Gilbert Roger et Sylvine Thomassin (PS, 32,92 %) et Katia Coppi et Stephen Hervé (Union de la Droite, 32,56 %) tandis que le Front national arrive en troisième position avec 19,97 % des voix. Le taux de participation est de 39,47 % (15 031 votants sur 38 080 inscrits) contre 36,83 % au niveau départemental et 50,17 % au niveau national.
À l'issue du deuxième tour, Katia Coppi et Stephen Hervé (Union de la Droite) sont élus avec 53,85 % et un taux de participation de 40,52 % (7 758 voix pour 15 431 votants et 38 080 inscrits). Au sein même du canton, l'union de la gauche est arrivée en tête à Bondy avec 56,11 % des suffrages exprimés mais cette avance est largement compensée par la large victoire de l'union de la droite aux Pavillons-sous-Bois (74,19 % des suffrages exprimés).

#### Élections de juin 2021
Le premier tour des élections départementales de 2021 est marqué par un très faible taux de participation (33,26 % au niveau national). Dans le canton de Bondy, ce taux de participation est de 22,01 % (8 391 votants sur 38 123 inscrits) contre 24,35 % au niveau départemental. À l'issue de ce premier tour, deux binômes sont en ballottage : Philippe Dallier et Oldhynn Pierre (LR, 42,89 %) et Lynda Chefaï et Georges de Noni (Union à gauche avec des écologistes, 29,24 %).
Le second tour des élections est marqué une nouvelle fois par une abstention massive équivalente au premier tour. Les taux de participation sont de 34,36 % au niveau national, 26,47 % dans le département et 25,07 % dans le canton de Bondy. Philippe Dallier et Oldhynn Pierre (LR) sont élus avec 57,34 % des suffrages exprimés (5 172 voix pour 9 563 votants et 38 151 inscrits),,.

## Composition

### Composition de 1967 à 1976
Le canton de Bondy comprenait la partie de la commune de Bondy sise à l'Ouest de la limite formée par l'axe de la route de Villemomble (jusqu'à la passerelle du chemin de fer), la passerelle du chemin de fer, l'axe de l'avenue Caderas (jusqu'à la rue Édouard-Vaillant, l'axe, de la rue Édouard-Vaillant (jusqu'à la rue François-Collet), l'axe de la rue François-Collet (jusqu'à la rue Moleret), l'axe de la rue Moleret, l'axe de la rue de la Concorde (jusqu'à la rue Louis-Auguste-Blanqui), l'axe de la rue Louis-Auguste-Blanqui (jusqu'à la rue du Professeur-Vaillant), l'axe de la rue du Professeur-Vaillant, l'axe de la rue des Cinq-Ormes, l'axe de l'avenue de Verdun, l'axe de l'avenue Gallieni (depuis l'avenue de Verdun jusqu'à la limite des Pavillons-sous-Bois).

### Composition depuis 2015
| Nom                           | Code Insee | Intercommunalité         | Superficie (km2) | Population (dernière pop. légale)               | Densité (hab./km2) | Modifier                                    |
| ----------------------------- | ---------- | ------------------------ | ---------------- | ----------------------------------------------- | ------------------ | ------------------------------------------- |
| Bondy (bureau centralisateur) | 93010      | Métropole du Grand Paris | 5,47             | 51 066 (2022)                                   | 9 336              | modifier les données · modifier les données |
| Bobigny                       | 93008      | Métropole du Grand Paris | 6,77             | Fraction : 2 740 (2022) Commune : 55 270 (2022) | 8 164              | modifier les données · modifier les données |
| Les Pavillons-sous-Bois       | 93057      | Métropole du Grand Paris | 2,92             | 24 872 (2022)                                   | 8 518              | modifier les données · modifier les données |
| Canton de Bondy               | 9306       |                          |                  | 78 678 (2022)                                   |                    | modifier les données                        |

Le canton de Bondy comprend désormais :
1. deux communes entières,
2. la partie de la commune de Bobigny non incluse dans le canton de Bobigny, soit celle située à l'ouest et au nord d'une ligne définie par l'axe des voies et limites suivantes : depuis la place Saint-Just, avenue Édouard-Vaillant, rue de Luxembourg, rue de la Grande-Denise, rue Babeuf, rue d'Helsinki, voie non dénommée parallèle à la rue Étienne-Dolet, jusqu'au chemin de Groslay, limite territoriale de la commune de Bondy.

## Démographie
En 2022, le canton comptait 78 678 habitants, en évolution de −0,99 % par rapport à 2016 (Seine-Saint-Denis : +4,67 %, France hors Mayotte : +2,11 %).
| 2013   | 2018   | 2022   |
| ------ | ------ | ------ |
| 78 190 | 80 679 | 78 678 |